# René-Xavier Prinet
René-Xavier Prinet (Vitry-le-François, 31 dicembre 1861 – Bourbonne-les-Bains, 26 gennaio 1946) è stato un pittore francese.
Fu apprezzato anche per le sue doti di illustratore.

## Biografia
René François Xavier Prinet nacque in una famiglia di notabili della Franca Contea, figlio di Henry Prinet (dei notai Prinet originari di Luxeuil-les-Bains), procuratore imperiale a Vitry-le-François, poi nominato a Parigi. René Xavier, pertanto, abitò con la famiglia nella capitale, in rue Bonaparte, vicinissimo all'École nationale supérieure des beaux-arts, scuola alla quale, per le sue inclinazioni evidenti, sembrava destinato. Suo padre, pittore dilettante (una sua Vierge à l'Enfant si trova nella chiesa di Suaucourt, nella Haute-Saône), era ben disposto a che il figlio acquisisse una educazione artistica e lo fece consigliare dal pittore Louis Charles Timbal, in quel momento impegnato nelle decorazioni di alcune chiese parigine.

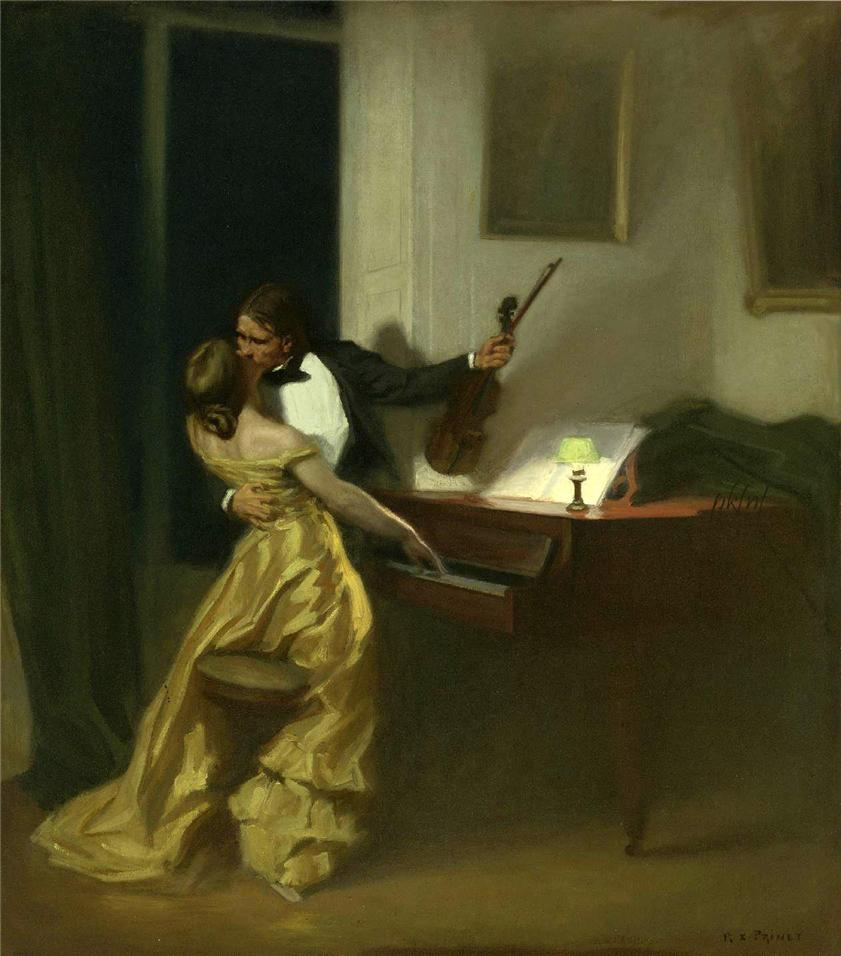
La Sonata a Kreuzer (1901)

Verso il 1880, a 19 anni, il giovane Prinet iniziò la sua formazione di pittore, venendo ammesso nell'atelier di Jean-Léon Gérôme presso il quale rimase per cinque anni. Frequentò quindi un ambiente di pittori provenienti dalla regione d'origine della sua famiglia (la Franca Contea), fra cui Georges e Lucien Griveau, Antonio de La Gandara, suoi compagni alla Scuola di belle arti, Louis-Auguste Giradot, Félix Desgranges e Jules-Alexis Muenier. Contestualmente si iscrisse all'Académie Julian per completare i suoi studi.
Jésus enfant fu il suo primo quadro accettato al Salon des artistes français nel 1885. Prinet esporrà in quel Salon sino al 1889. Dopo questo debutto egli fece parte di un gruppo di giovani artisti chiamato La banda nera, in cui erano presenti i pittori Lucien Simon, André Dauchez, René Ménard e Charles Cottet.
Dopo qualche anno fu nominato professore alla Scuola di belle arti, dove aveva studiato e dove creò e diresse il primo atelier destinato alle donne della storia di questo celebre istituto. Nel 1891 ricevette un incarico dallo Stato per la decorazione del Palazio della Legion d'onore e il suo bozzetto (Le quattro stagioni) fu accettato. Nel medesimo anno Prinet espose alla galleria Durand-Ruel con Albert Besnard, Jules-Alexis Muenier e Henri Fantin-Latour.
Dieci anni dopo, una delle sue opere più note, la Sonata a Kreutzer, venne esposta nella grande mostra Arte francese contemporanea di Stoccarda, dove venne acquistata dal Principe reggente di Baviera. Nel 1904 Prinet, assieme a Lucien Simon e Antoine Bourdelle, creò gli atelier dellAcadémie de la Grande Chaumière. Nel 1909, illustrò il testo La Jeune Fille bien élevée di René Boylesve, e nel 1913 fu nominato Segretario della Société nationale des beaux-arts. Si recò quindi negli Stati Uniti, in qualità di membro della giuria della 17ª Esposizione dell'Istituto Carnegie a Pittsburgh. In quell'occasione presentò i suoi quadri Les Cavaliers e Intérieur de salle à manger.
Nel 1920, assieme a René Ménard, Lucien Simon, Edmond Aman-Jean e Albert Besnard espose al primo Salon des artistes français organizzato a Bruxelles e lo stesso anno partecipò per la seconda volta all'esposizione di Pittsburgh. Nel frattempo realizzava le illustrazioni del libro Le Roman d'un spahi di Pierre Loti.

1943. Nel tramonto della sua carriera fu eletto membro dell'Accademia francese di belle arti, succedendo a Jules-Alexis Muenier.
René-Xavier Prinet morì a 85 anni nel gennaio del 1946, nella sua casa di Bourbonne-les-Bains e fu sepolto nel cimitero di quella città.

Ebbe come allieva e assistente collaboratrice Bessie Davidson (1879–1965), artista di origine australiana.

## Opere
Prinet occupò sempre un posto ben distinto nell'ambito della società parigina, poiché il suo talento aveva una spiccata connotazione spirituale. La sua produzione è nota in particolare per i suoi interni borghesi e per i ritratti di famiglia (famiglie Saglio e Desgranges, ad esempio). La sua regione d'origine, così come le coste della Normandia dove aveva la sua villa Double Six a Cabourg, gli ispirarono paesaggi dalle tonalità molto dolci. Eseguì anche alcuni quadri storici notevoli, come l'L'adorazione dei Magi per la basilica di Saint-Ferjeux a Besançon.

Prinet si impegnò anche nella decorazione. In questo settore egli dipinse a Parigi Le Petit Quadrille della Biblioteca-museo dell'Opéra, una decorazione al Museo nazionale d'arte moderna e un'altra al Palazzo della Legion d'onore. Nel 1935 scrisse anche due testi didattico-divulgativi: Iniziazione alla pittura, e Iniziazione al disegno.
Prinet fu parimenti un apprezzato illustratore di testi letterari, fra i quali si possono citare:
- La Jeune fille bien élevée di René Boylesve;
- Eugénie Grandet di Honoré de Balzac;
- Le Roman d'un Spahi di Pierre Loti;
- Le Crime de Sylvestre Bonnard di Anatole France;
- Mes Prisons di Silvio Pellico, edito da Henri Laurens;
- Maman Colibri et l'Enchantement di Henri Bataille, edito da Arthème Fayard.

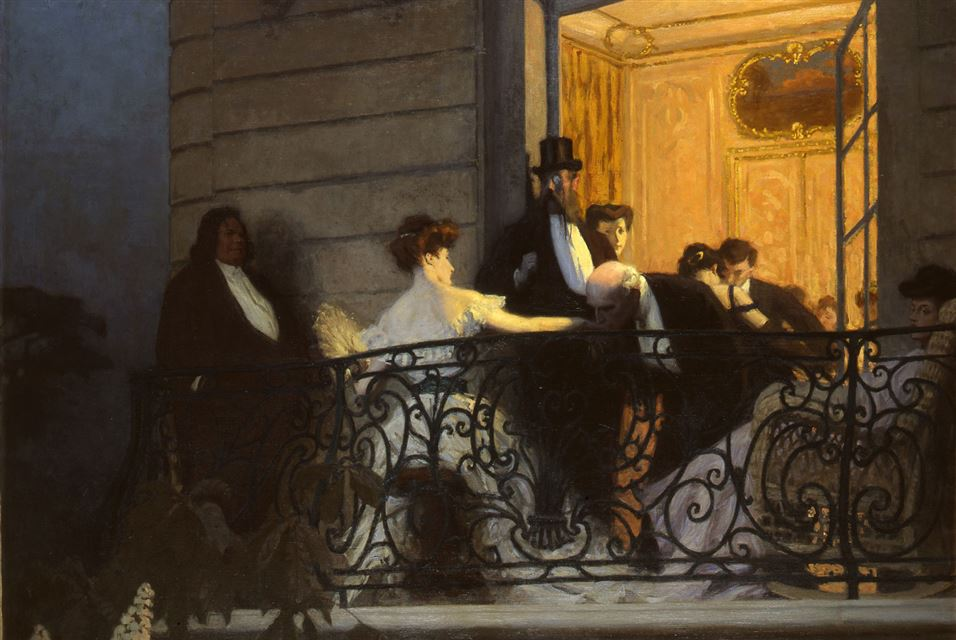
Il Balcone (1905–1906) Museo di belle arti di Caen.

### Opere nelle collezioni pubbliche
Elenco parziale.
Finlandia
- Helsinki: Au coin du feu

Francia
- Bordeaux: L'Envolée
- Caen, Museo di belle arti: Le Balcon, 1906.
- Douai: Bord de la Manche

- Gray: 
  - La Leçon de danse
  - La leçon de guitare
- Luxeuil-les-Bains
- Parigi:

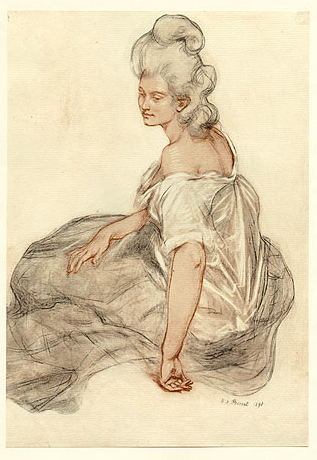
Manon (1897), litografia

  - Palazzo della Légion d'honneur: Les Quatre saisons
  - Museo d'Orsay:
    - La Plage de Cabourg
    - La Famille Saglio
    - Assise
    - L'Élève
    - Le Bain
- Roubaix, Museo La Piscine
- Vesoul, Museo Georges-Garret:
  - Le Réfectoire
  - La Bibliothèque (c.1906)

## Mostre
- 1885: Salon des artistes français, dove espose Jésus Enfant (suo debutto), e altri quadri sino al 1889.
- 1890: Salon de la Société nationale des beaux-arts, dove continuò ad esporre fino al 1922.
- 1891: Parigi, galleria Durand-Ruel.
- 1897: Mostra dei pittori della Franca Contea, galleria Durand-Ruel.
- 1900: Decennale dell'Expo del 1900 di Parigi.
- 1901:
  - La Sonate à Kreutzer, Mostra « L'Art français contemporain » dellUnione artistica del Wurtemberg, Stoccarda.
  - La Convalescence e la Chambre blanche, Istituto Carnegie di Pittsburgh.
  - La Partie de tric-trac e La Femme à la rose, Esposizione internazionale di Dresda.
  - Entre amies, Biennale di Venezia.
- 1902: La Partie de tric-trac, Karlsruhe.
- 1906: Salon Gris e La Salle à manger, Esposizione d'arte francese contemporanea di Strasburgo.
- 1909:
  - Sur la plage, Esposizione dell'arte francese a Montréal.
  - Entre amies, Société royale de Bruxelles.

- 1911:

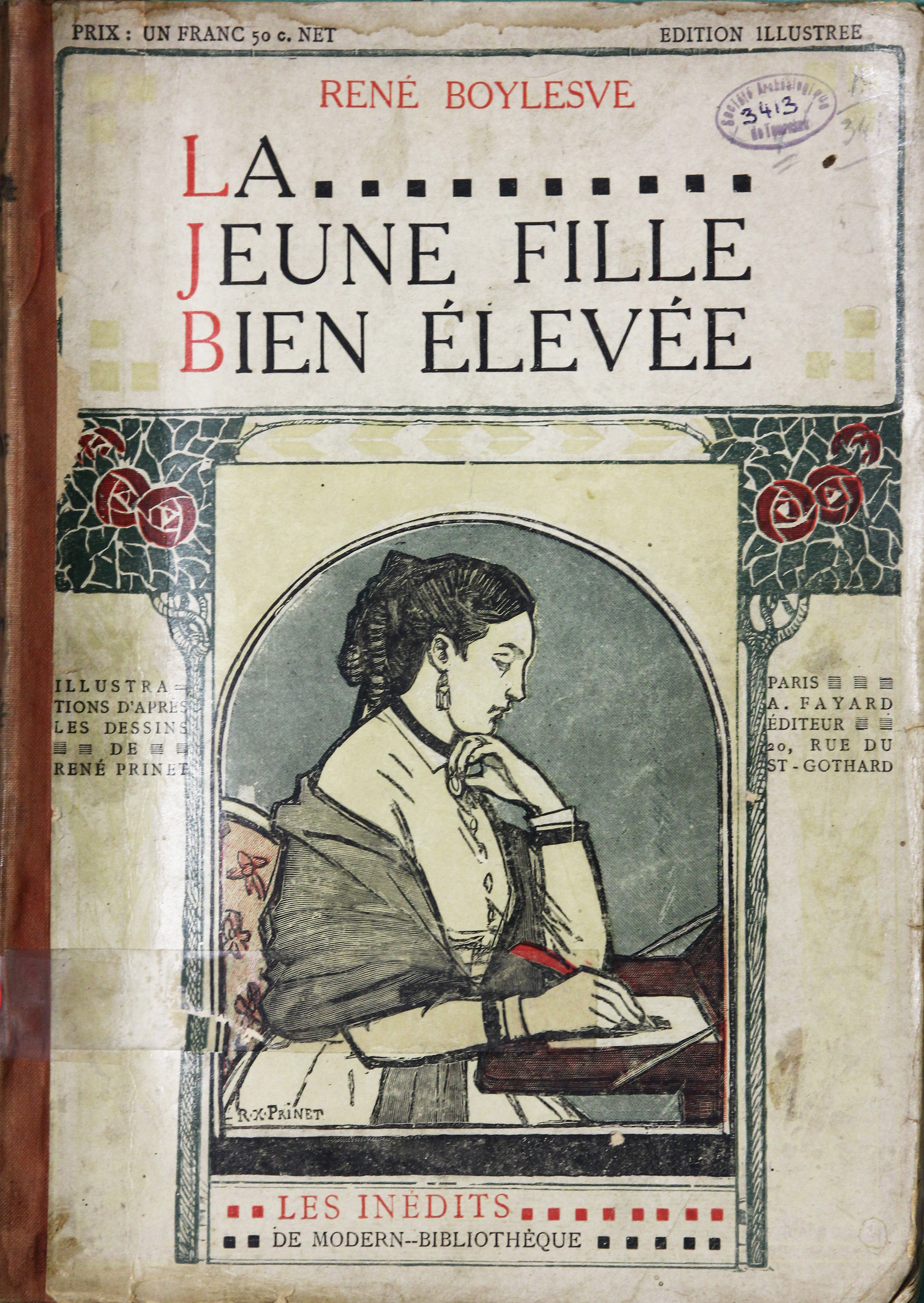
La giovinetta ben educata

  - Esposizione e vendita del Monastero di San Francesco d'Assisi alla Esposizione internazionale di belle arti a Roma.
  - Les Amazones e le Passeur, alla 15ª mostra dell'Istituto Carnegie di Pittsburgh e alla Buffalo Art Academy.
- 1912: Un insieme di opere di Prinet venne presentato alla mostra degli artisti contemporanei di Anversa.
- 1913: Les Cavaliers e Intérieur de salle à manger, 17ª mostra dell'Istituto Carnegie di Pittsburgh.
- 1914: l'Écrivain, 18ª mostra di Pittsburgh.
- 1920:
  - Esposizione congiunta con Ménard, Simon, Aman-Jean et Besnard al 1º Salon des artistes français di Bruxelles.
  - Musique de chambre, 21ª mostra di Pittsburgh.
  - La Toilette, Public Art Galleries di Brighton.
- 1926:
  - Mostra con André Dauchez alla galleria Georges Petit di Parigi.
  - La Bibliothèque, 24ª mostra di Pittsburgh.
- 1929:
  - La Réprimande, padiglione francese della Biennale de Venezia.
  - Mostra con René Ménard alla galleria degli Artisti francesi di Bruxelles.
- 1937: 1º Salon national indépendant fondato da André Dauchez.
- 1938:
  - Quattro tele al Salon national indépendant.
  - Quattro tele al Salon des Tuileries.
- 1940:
  - Una tela al Salon national indépendant.
  - Due tele al Salon des Tuileries.
- 1941: Quattro tele al Salon des Tuileries.
- 1942: Sei tele al Salon des Tuileries.
- 1944: Due dipinti al Salon des Tuileries.
- 1948: Retrospettiva al Palazzo di Tokyo del « Groupe d'Amis » : Aman-Jean, Besnard, Denis, Ménard, Simon e Prinet (due tele).
- 1986: Retrospettiva ai musei di Belfort e Vesoul, e al museo Bourdelle di Parigi.

## Onorificenze
- Cavaliere della Légion d'honneur nel 1900.
- Commendatore dell'Ordine di Alfonso XII nel 1919.
- Ufficiale della Légion d'honneur nel 1926.[6]
- Elezione a membro dell'Académie des beaux-arts nel 1943.

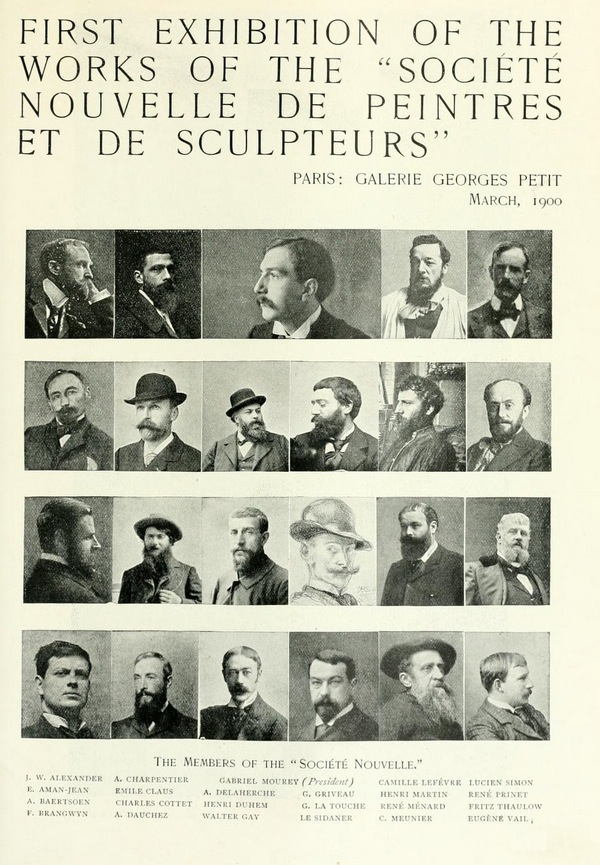
Mostra alla Galleria Petit, 1900